# 希尔米茨
希尔米茨是德国巴伐利亚州的一个市镇。总面积4.97平方公里，总人口2048人，其中男性993人，女性1055人（2011年12月31日），人口密度412人/平方公里。